# كيفو لاكوس

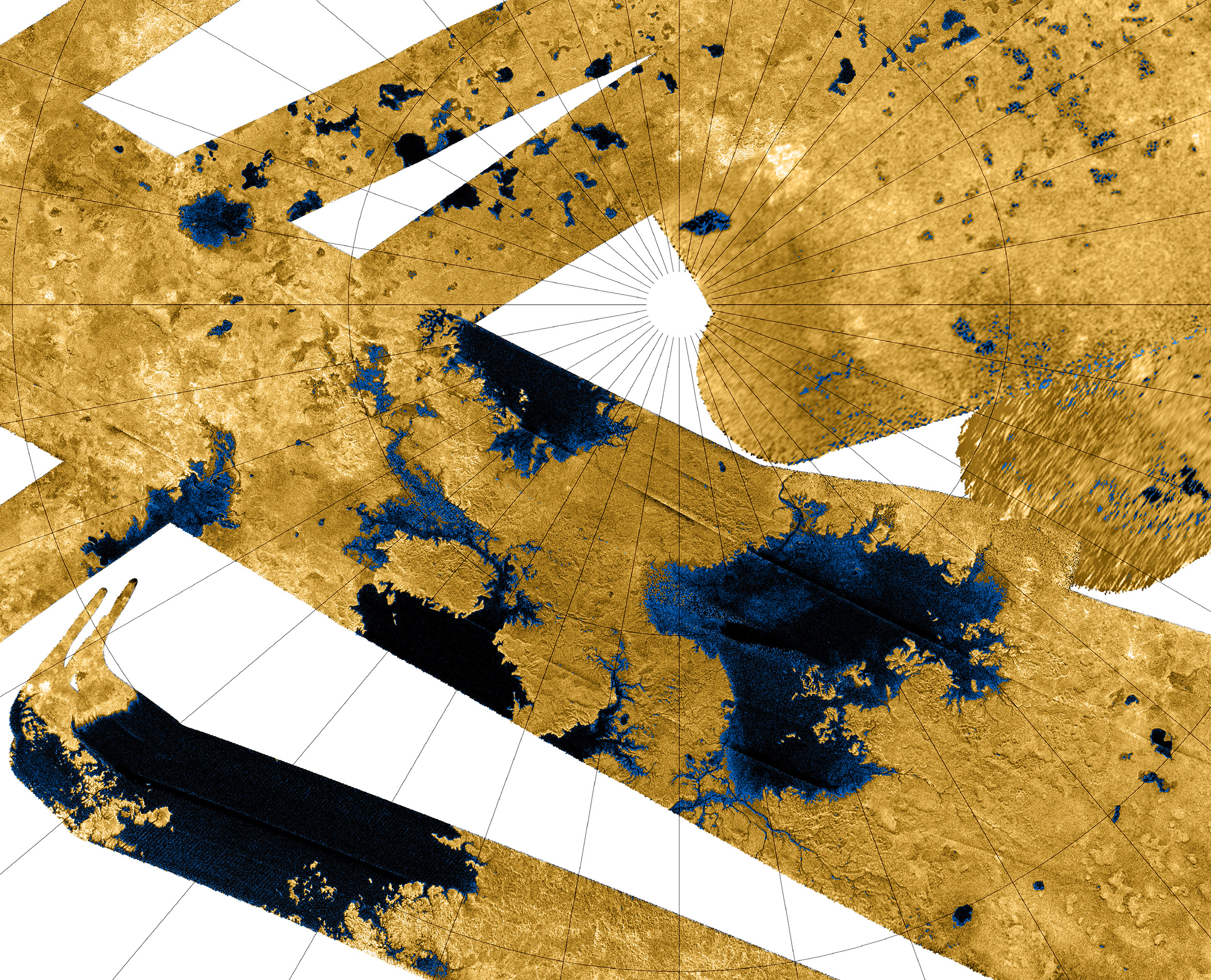
كيڤو لاكوس قريبة من مركز هذه الصورة

كيڤو لاكوس (باللاتينية: Kivu Lacus) هي بحيرة هيدروكربونية تيتانية. تم اكتشافها من قِبل المسبار كاسيني. وهي قريبة من قطب تيتان الشمالي وسُميت على اسم بحيرة كيڤو في جمهورية الكونغو الديمقراطية ورواندا. قُطرها 77.5 كـم (48 ميل). في 2012 رصد كاسيني تألق الأشعة تحت الحمراء في البحيرة، مظهرها يوحي بأنها موجات.